# Équipe de Belgique féminine de relais 4 × 400 mètres
L'équipe de Belgique féminine de relais 4 × 400 mètres, surnommée les Belgian Cheetahs, représente la Belgique dans le relais 4 × 400 mètres féminin lors des compétitions d'athlétisme.

## Histoire
En 1980, lors des Jeux olympiques à Moscou, l'équipe alors composée de Lea Alaerts, Régine Berg, Anne Michel et Rosine Wallez établit un record de Belgique en 3 min 30 s 7. 
En 1997, lors de la finale de la Première division de la Coupe d'Europe des nations d'athlétisme à Dublin, Katrien Maenhout, Ann Matthijs, Melanie Moreels et Sandra Stals terminent à la 3e place.
En 2010, l'équipe composée d'Axelle Dauwens, Elke Bogemans, Wendy Den Haeze et Lindsy Cozijns se qualifie pour les Championnats d'Europe d'athlétisme à Barcelone mais est éliminée lors des séries.
En 2014, les relayeuses Laetitia Libert, Olivia Borlée, Kimberley Efonye et Justien Grillet terminent 8e lors de la finale de Championnats d'Europe d'athlétisme à Zurich.
En 2018, le record de Belgique datant de 1980 est battu à deux reprises, d'abord en juin (3 min 29 s 06) permettant à l'équipe, composée de Margo Van Puyvelde (nl), Hanne Claes, Cynthia Bolingo et Camille Laus de se qualifier pour les Championnats d'Europe d'athlétisme à Berlin et ensuite en août lors de la finale de ces championnats lorsque les relayeuses, avec Justien Grillet remplaçant Margo Van Puyvelde, blessée, terminent 4e de la finale en 3 min 27 s 69.
En mars 2019, lors des Championnats d'Europe d'athlétisme en salle à Glasgow, Cynthia Bolingo, Hanne Claes, Margo Van Puyvelde et Camille Laus terminent 5e de la finale et battent le record de Belgique de la discipline.
En mai de la même année, lors des Relais mondiaux organisés à Yokohama, Camille Laus, Hanne Claes, Paulien Couckuyt et Lucie Ferauge se qualifient pour la finale B de la compétition. Lors de la finale B, Hanne Claes, Paulien Couckuyt, Liefde Schoemaker et Camille Laus terminent 2e, ce qui leur permet également de se qualifier pour les Championnats du monde d'athlétisme à Doha.
En octobre 2019, lors des Championnats du monde d'athlétisme, Hanne Claes, Imke Vervaet, Paulien Couckuyt et Camille Laus terminent 4e de leur série et se qualifient pour la finale de l'épreuve en établissant un nouveau record de Belgique (3 min 26 s 58), ce qui leur permet également de se qualifier pour les Jeux olympiques d'été de 2020 à Tokyo. Lors de la finale, la même équipe termine 5e après disqualification du relais féminin canadien et obtient son meilleur résultat dans un championnat du monde.
En août 2022 aux Championnats d'Europe de Munich, le relais féminin du 4 x 400 m composé de Cynthia Bolingo, Hanne Claes, Helena Ponette et Camille Laus termine 4e de la finale en améliorant son record de Belgique en courant en 3 min 22 s 12.
En mars 2024 aux Championnats du monde en salle de Glasgow, l'équipe féminine composée de Naomi Van Den Broeck, Helena Ponette, Camille Laus et Cynthia Bolingo termine à la 4e place en battant son record national en salle en 3 min 28 s 05.
En juin 2024 aux Championnats d'Europe à Rome, l'équipe féminine composée de Naomi Van Den Broeck, Imke Vervaet, Cynthia Bolingo et Helena Ponette remporte sa première médaille européenne en terminant 3e du relais 4 x 400 m en 3 min 22 s 95.

## Records
|           | Temps         | Compétition           | Lieu    | Date         |
| --------- | ------------- | --------------------- | ------- | ------------ |
| Plein air | 3 min 22 s 12 | Championnats d'Europe | Munich  | 20 août 2022 |
| En salle  | 3 min 28 s 05 | Championnats du monde | Glasgow | 3 mars 2024  |